# Ciné-Asie
Ciné-Asie创建于1996年，总部位于加拿大的蒙特利尔，是一家非盈利的艺术机构。十余年來，Ciné-Asie一直以影像和视觉艺术为媒介，致力于发展加拿大与亚洲国家之间的文化交流。Ciné－asie定期组织短片电影竞赛，电影展览，以及影片放映等活动。
2008年，Ciné-Asie的下属机构：Ciné-Asie creatives 正式创立。Ciné-Asie Creatives的主要职责是促成亚洲国家与加拿大之间的影像国际合作，包括国际联合制片，影片的国际发行等。目前，Ciné-Asie creatives 正在与六位亚裔导演联合制作一部剧情片。Ciné-Asie Creatives也是加拿大唯一拥有《Breathless》（中译：《绿头苍蝇》 2009，梁益俊导演）与《My Dear Enemy》（中译：《精彩的一天》，2008，李润基导演）这两部韩国电影发行权的机构。

## 历史
在1997年，Ciné-Asie与加拿大国家电影局及纽约文化重心配合，在蒙特利尔，渥太华，多伦多，和温哥华四地展开了"三个韩国电影大师"系列活动，首次受到瞩目。1998到2000年间，Ciné-Asie与魁北克电影局配合，每月举行一次亚洲导演及亚裔北美导演的影片展映及电影讨论会系列活动。在此其间，Ciné-Asie还与加拿大亚太基金会配合，出版双语电影月刊"QuiFaitQuoi",报道加拿大内外与亚洲电影及亚裔电影人相关的事件。
1999年，Ciné-Asie与Condordia大学配合，组织了"1933-1949年间的中国电影"展映系列活动。同年，Ciné-Asie在蒙特利尔主办了"美亚国际影像节"，并为亚洲影像艺术协会（the Asian Film and Video Art Society）组织每月活动。
经过六年的沉寂后，Ciné-Asie于2006年重新回到蒙特利尔电影界舞台。2006年，Ciné-Asie与Acces-Asie配合，为蒙特利尔的亚洲遗产节（the Asian Heritage Festival）组织放映了一系列亚裔北美电影人的影片。同年，Ciné-Asie与魁北克电影局合作，组织了韩国电影人群体影展系列放映活动，并于2007年成功组织了韩国导演洪尚秀的个人回顾展。
自2008年起，Ciné-Asie重新开始与魁北克电影局合作进行每月的亚裔电影人电影放映活动。

## Ciné-Asie的近期项目
电影展映
Ciné-Asie 组织定期亚裔电影人电影放映活动，放映地点在魁北克电影局。 
部分放映作品列表:
2009年7月 - L’Empire Du Désir感官帝国, 日本情色电影系列。
与 Fantasia电影节配合，放映了日本"粉色电影"系列作品展，参展导演作品有：武智 鉄二, 田中登,向井寛等。
2009年5月 - Irezumi – 雪肌之女  [1982]
导演： 高林陽一
2009年4月 - Life on a String (边走边唱 ）[1991]
导演：陈凯歌
2009年3月 － Chungking Express （重庆森林）[1994]
导演：王家卫

## 加拿大"肖像"影像短片竞赛
自2008年起，Ciné-Asie 开始举办年度"肖像"影像短片竞赛，竞赛面向加拿大全国青年影像艺术家，意在给新的影像艺术工作者一个向公众展示自己作品的舞台。获奖短片由五位评委选出，这五位评委都是加拿大影像界的行家。2009年参与评选的评委如下：
张乔勇，电影《沿江而上》导演；Germaine Ying Gee Wong ，《沿江而上》制片人；Malcolm Guy，制片，导演，Productions Multi-Monde总裁；Liz Ferguson，Montreal Gazette 影评家；François Laurent， Concordia学生电影协会会长。
2009年度加拿大"肖像"影像短片竞赛的获奖短片分别是： 
```
影片Mon nom est Tuan (2008)，Nguyen-Anh Nguyen 作品; 
影片 State of Yo (2007)，Jason Karman 作品; 
影片 A Tall Tale (2009)， Kelly-Anne Riess 作品;
影片 Harvest Moon (2009)，Mina Vladimir作品。
```

## 全秀日影像回顾展
由Cine-Asie組織的全秀日影展于2009年11月至2010年2月间，在北美六大城市（蒙特利尔，多伦多，温哥华，渥太华，洛杉矶及纽约）展映。此次影展共展出六部全秀日的電影： 
《喜马拉雅：风驻足之地》THimalaya, Where the Wind Dwells (2008), 
《黑土的少女》With a Girl of Black Soil (2007), 
《狗与狼之间的时间》Between Dog and Wolf (2005), 
《自杀的权利》My Right to Ravage Myself (2003), 
《停在空中的鸟》The Bird who stops in the Air (1999), 
《我心中哭泣的风》and Wind Echoing My Being (1997).
Ciné-Asie官方主页。